# ArchDaily
ArchDaily é um sítio eletrónico que cobre notícias da arquitetura, projetos, eventos, produtos, entrevistas, chamadas da arquitetura, artigos de opinião, entre outros, focado a arquitetos, designers e público em geral interessado no tema.
Atualmente está sediada em Santiago do Chile, com filiais em Berlim, Xangai e Cidade do México.

## Descrição
Fundado em março de 2008 pelos arquitetos chilenos David Basulto e David Assael, o ArchDaily é um dos sites de arquitetura mais populares do mundo, com 17,9 milhões de leitores mensais e cerca de 283 milhões de pageviews de página por mês em 2022.
O ArchDaily inclui um site regional em português (ArchDaily Brasil), quatro em espanhol (ArchDaily Hispanoamerica, ArchDaily México, ArchDaily Colômbia e ArchDaily Perú) e chinês (ArchDaily China).
Em 2020, o ArchDaily foi adquirido pela empresa de mídia suíça NZZ Mediengruppe embora os detalhes da compra não tenham sido divulgados oficialmente.

## Prêmios
Em 2009, foi uma das finalistas do prêmio de "Melhor Revista Online" no Mashable Open Web Awards. En 2022 la versão em português recebeu o Prêmio FNA que reconhece "iniciativas em prol da arquitetura e das cidades brasileiras".

## Colaboradores
Em 2023, Stephan Bachmann é o CEO do ArchDaily, David Basulto é o editor-chefe, enquanto Clara Ott atua como gerente de projetos e Nicolas Valencia como gerente editorial. O gerente editorial do ArchDaily Brasil é Romullo Baratto.

## Prêmio Obra do Ano
Anualmente, o ArchDaily organiza o Prêmio Building of the Year, com os vencedores escolhidos por meio de votação dos leitores do site. No versão em português, organizado por ArchDaily Brasil, o concurso chama-se Obra do Ano.